# N.E.C. in het seizoen 1964/65
Het seizoen 1964/1965 was het 11e jaar in het bestaan van de Nijmeegse betaaldvoetbalclub N.E.C.. De club kwam uit in de Eerste divisie en eindigde daarin op de 10e plaats. Tevens deed de club mee aan het toernooi om de KNVB beker, hierin werd in de eerste ronde, na verlenging, verloren van EDO (1–2).

## Wedstrijdstatistieken

### Eerste divisie
|       | Alkmaar '54 | Blauw-Wit | DHC   | Eindhoven | Elinkwijk | Enschedese Boys | Excelsior | Holland Sport | RBC   | Veendam | Velox | Volendam | De Volewijckers | VVV   | Willem II |
| ----- | ----------- | --------- | ----- | --------- | --------- | --------------- | --------- | ------------- | ----- | ------- | ----- | -------- | --------------- | ----- | --------- |
| Thuis | 0 – 3       | 1 – 2     | 4 – 2 | 1 – 2     | 0 – 0     | 1 – 5           | 3 – 0     | 0 – 0         | 3 – 5 | 1 – 1   | 3 – 3 | 4 – 2    | 3 – 2           | 3 – 3 | 3 – 2     |
| Uit   | 0 – 1       | 2 – 1     | 3 – 1 | 0 – 0     | 2 – 1     | 1 – 4           | 2 – 3     | 0 – 3         | 3 – 2 | 1 – 1   | 1 – 1 | 2 – 1    | 4 – 2           | 0 – 2 | 5 – 2     |

### KNVB beker
| 1e ronde                                       | N.E.C.     | 1 – 2 (1 – 1, 1 – 1) Na verlenging | EDO                   |
| 4 oktober 1964 Plaats: Nijmegen Goffertstadion | Ben Zweers |                                    | –', –' Wim van Kampen |

## Statistieken N.E.C. 1964/1965

### Eindstand N.E.C. in de Nederlandse Eerste divisie 1964 / 1965
| Stand | Gespeeld | Gewonnen | Gelijk | Verloren | Punten | Doelpunten voor | Doelpunten tegen |
| ----- | -------- | -------- | ------ | -------- | ------ | --------------- | ---------------- |
| 10e   | 30       | 10       | 8      | 12       | 28     | 55              | 59               |

### Topscorers
| #                    | Naam                | Goal |
| -------------------- | ------------------- | ---- |
| 1.                   | Theo van Doorneveld | 16   |
| 2.                   | Ben Zweers          | 12   |
| 3.                   | Ben Werts           | 10   |
| 4.                   | Tini van Reeken     | 6    |
| 5.                   | Pauke Meijers       | 3    |
| 5.                   | Cor Smulders        | 3    |
| 7.                   | Cees Heerschop      | 1    |
| 7.                   | Piet Hermsen        | 1    |
| 7.                   | Paul Merkx          | 1    |
| Onbekende doelpunten |                     |      |
| –                    | Onbekend            | 2    |
| Totaal               | Totaal              | 55   |

| #      | Naam       | Goal |
| ------ | ---------- | ---- |
| 1.     | Ben Zweers | 1    |
| Totaal | Totaal     | 1    |

## Voetnoten
Alkmaar '54 ·
Blauw-Wit ·
DHC ·
Elinkwijk ·
Enschedese Boys ·
Eindhoven ·
Excelsior ·
Holland Sport ·
N.E.C. ·
RBC ·
Veendam ·
Velox ·
Volendam ·
De Volewijckers ·
VVV ·
Willem II